# علي ماجد النعيمي
علي ماجد علي حسن الماجد النعيمي سياسي ومحامي بحريني. عضو في مجلس النواب من 12 ديسمبر 2018 عن الدائرة السابعة في المحافظة الجنوبية.

## التعليم
حصل على شهادة الماجستير من جامعة العلوم التطبيقية في عام 2012 ثم حصل على الدكتوراه من معهد البحوث والدراسات العربية بالمنظمة العربية للتربية والثقافة والعلوم التابعة لجامعة الدول العربية حول مسؤولية الدولة عن أخطاء الموظف العام (دراسة مقارنة).

## مجلس النواب
في عام 2018 قرر الترشح لعضوية مجلس النواب عن الدائرة السابعة في محافظة الجنوبية. في الجولة الأولى التي أقيمت في 24 نوفمبر 2018 حصل على 1956 صوت بنسبة 28.07% مما استوجب إقامة جولة ثانية في 1 ديسمبر حيث استطاع التغلب على منافسه أحمد التميمي بحصوله على 3267 صوت بنسبة 52.81%.
وبذلك أصبح النعيمي أول نائب يفوز بمقعد في مجلس النواب بينما والده ماجد النعيمي مازال يحتفظ بحقيبة وزارية (وزارة التربية التعليم).

## الجدل
أفاد تقرير ديوان الرقابة المالية والإدارية في تقرير عام 2016 عن تغيبه عن العمل في المؤسسة الوطنية لحقوق الإنسان لمدة سبعة أشهر من دون محاسبة وأنه حصل على 17,542 دينار بحريني (46,407 دولار أمريكي) كرواتب خلال هذه الفترة.
في أثناء أزمة الشهادات المزورة وغير المعتمدة التي عصفت بالبحرين في عام 2018 فقد تم ذكر اسم النعيمي لكونه حصل على شهادة الدكتوراه من معهد البحوث والدراسات العربية وهو معهد لا تعترف وزارة التربية والتعليم (التي يتولى والده ماجد النعيمي منصب وزير فيها) بشهاداته. حيث أصدرت الوزارة بيان في عام 2010 (أي قبل حصول النعيمي الابن على الشهادة بست سنوات) بأن ثمة «تحفظات خليجية على مخرجات معهد البحوث والدراسات العربية التابع لجامعة الدول العربية. (لذا) نوجه عموم الراغبين إلى تجنب التسجيل في المعهد في الوقت الحاضر». وشدد وكيل وزارة التربية والتعليم لشؤون التعليم والمناهج وقتئذ عبد الله المطوع في البيان نفسه على أن: «اللجنة الوطنية لتقييم المؤهلات سوف ترفض النظر في أي مؤهل لطلبة مستجدين في المعهد (بدءاً من) العام 2010».

## الحياة العائلية
والده هو ماجد النعيمي وزير الشؤون العامة في الديوان الملكي ووزير التربية والتعليم السابق (2002-2022).